# Allée couverte la Maison du Diable

Schema Galeriegrab –

Die Allée couverte la Maison du Diable (deutsch „Haus des Teufels“ – auch Allée couverte du Bignon genannt) liegt in einem Wald etwa unter einer Stromleitung zwischen Montertelot und Monterrein, nordöstlich von La Chapelle-Caro bei Ploërmel im Département Morbihan in der Bretagne in Frankreich.
Das verfallene, Nordwest-Südost orientierte Galeriegrab ist etwa 20,0 Meter lang. Eine Reihe von leicht einwärts geneigten Tragsteinen befindet sich in situ oder ist wie die beiden erhaltenen Decksteine verstürzt. Es hat seine Kammer am Nordwestende.
In der Nähe liegen die schwer gestörte Steinreihe Pas de Gargantua und die ebenso gestörte Allée couverte les Chambrettes (deutsch „der jungen Damen“).

Allée couverte du Bignon
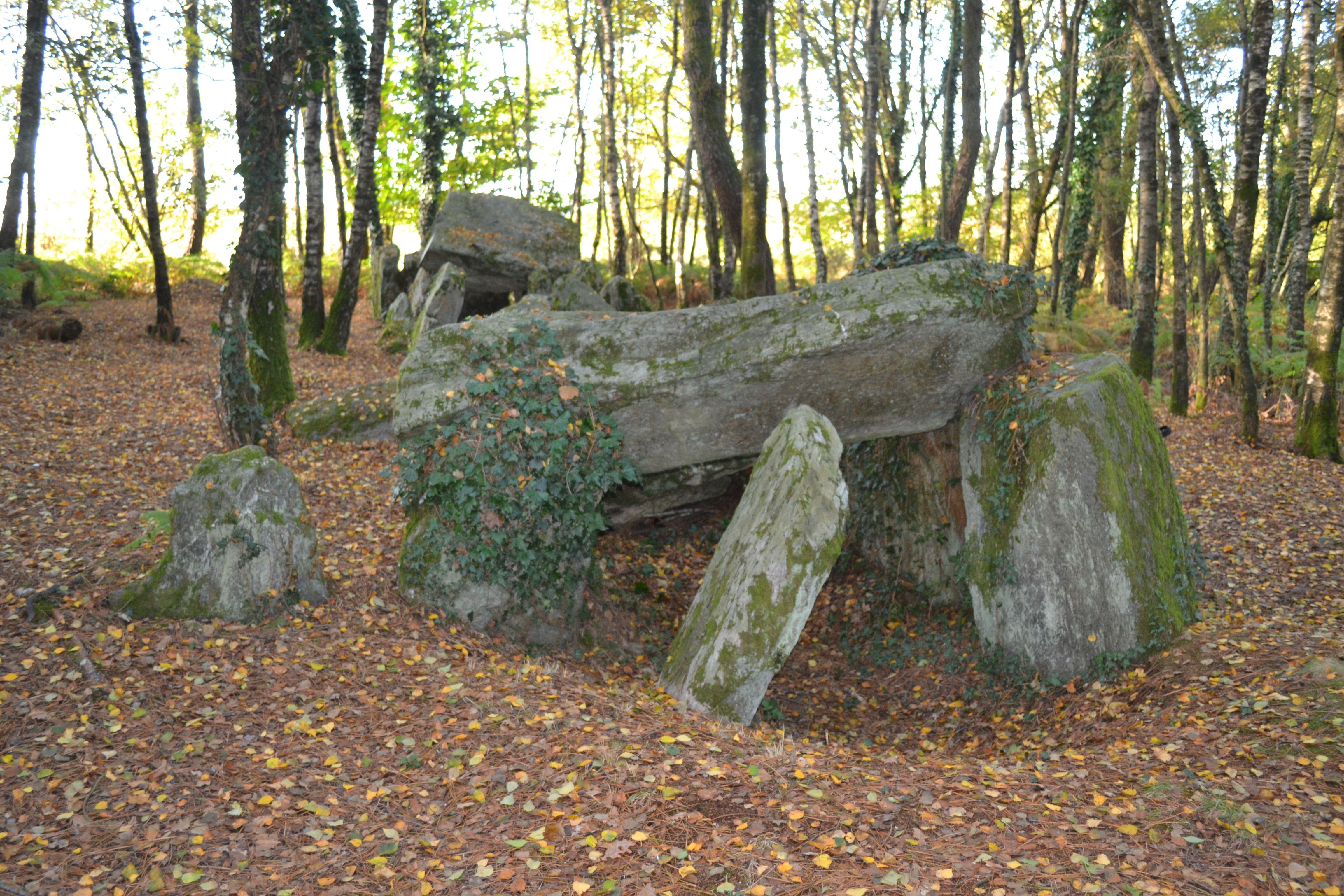
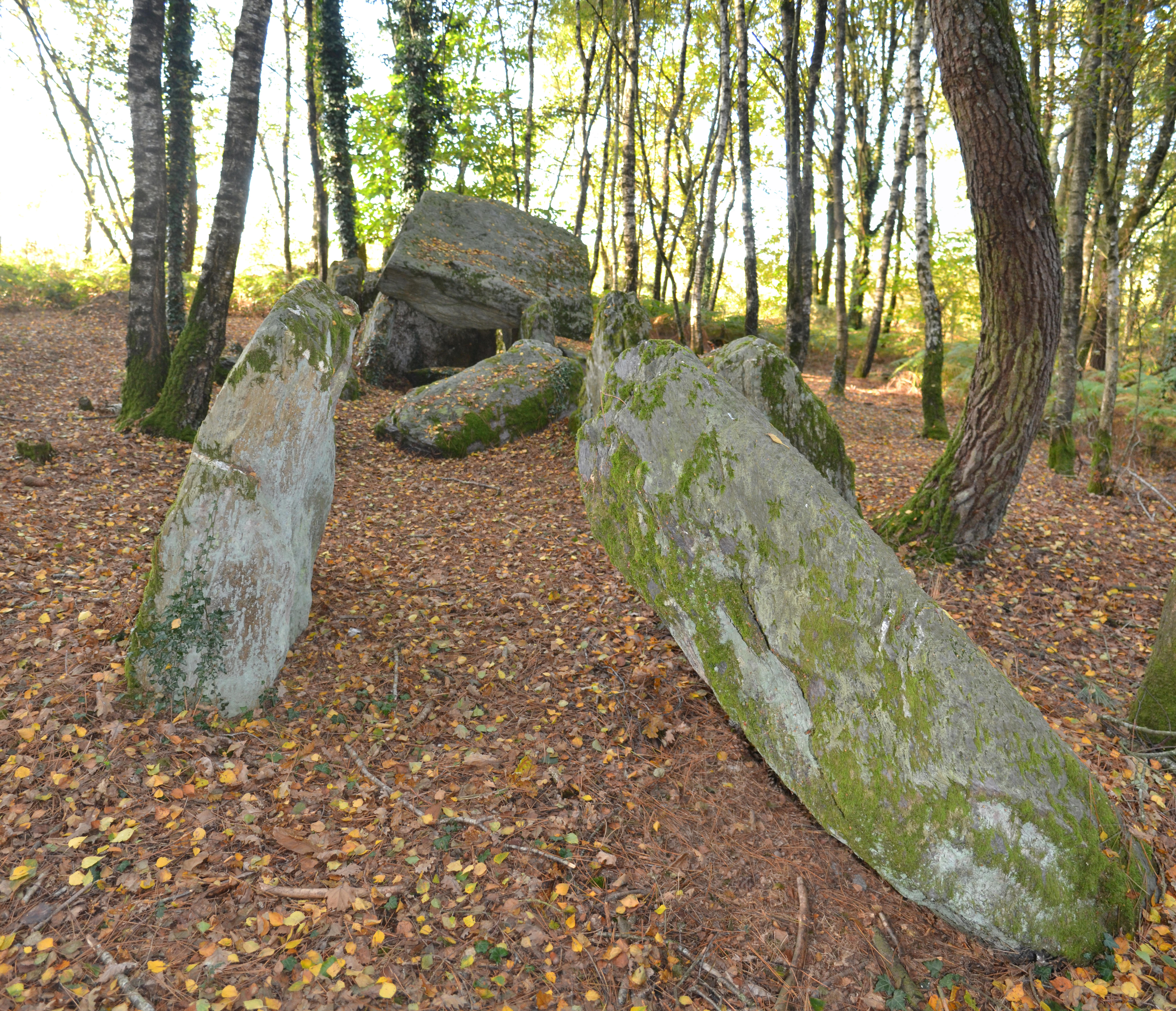
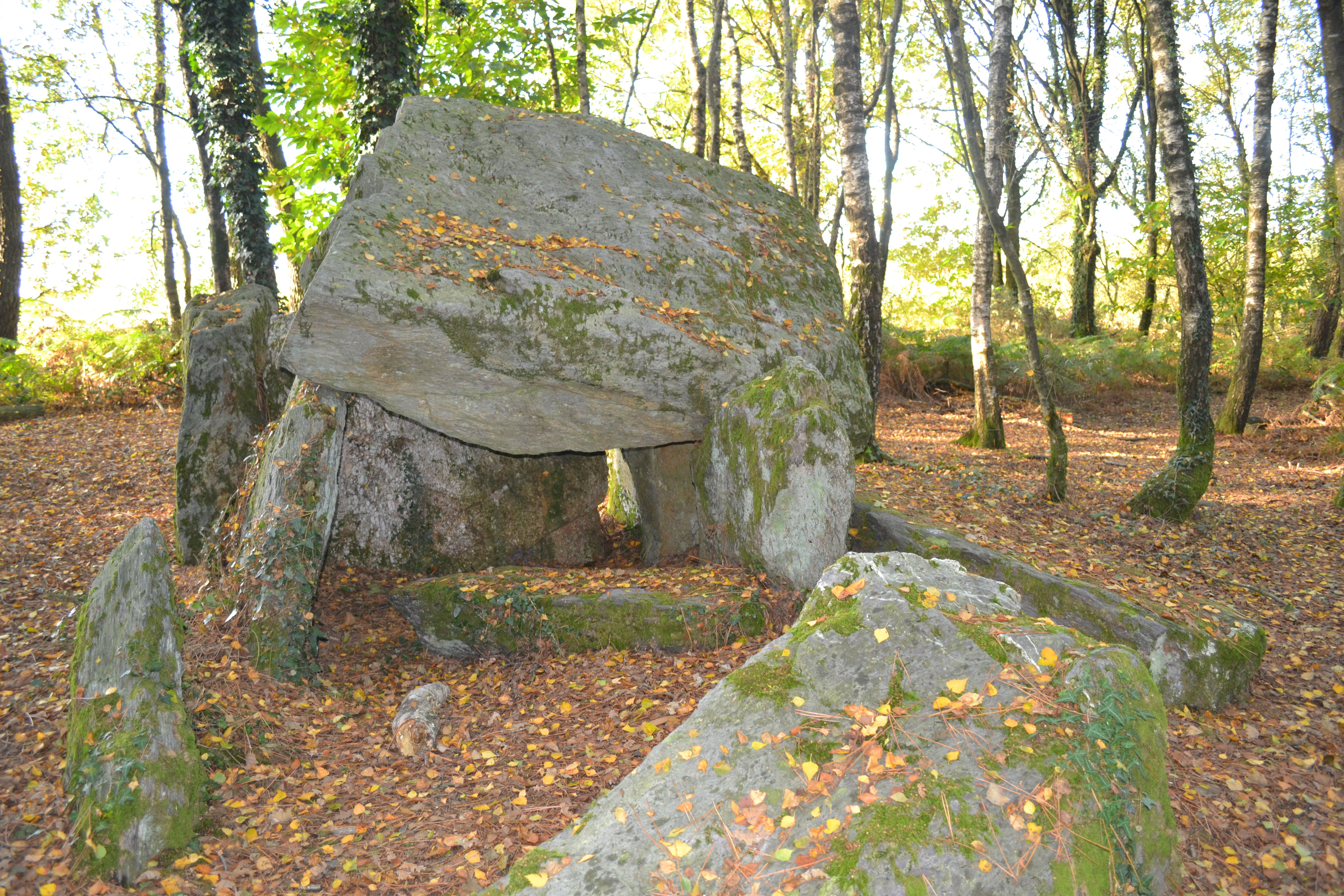
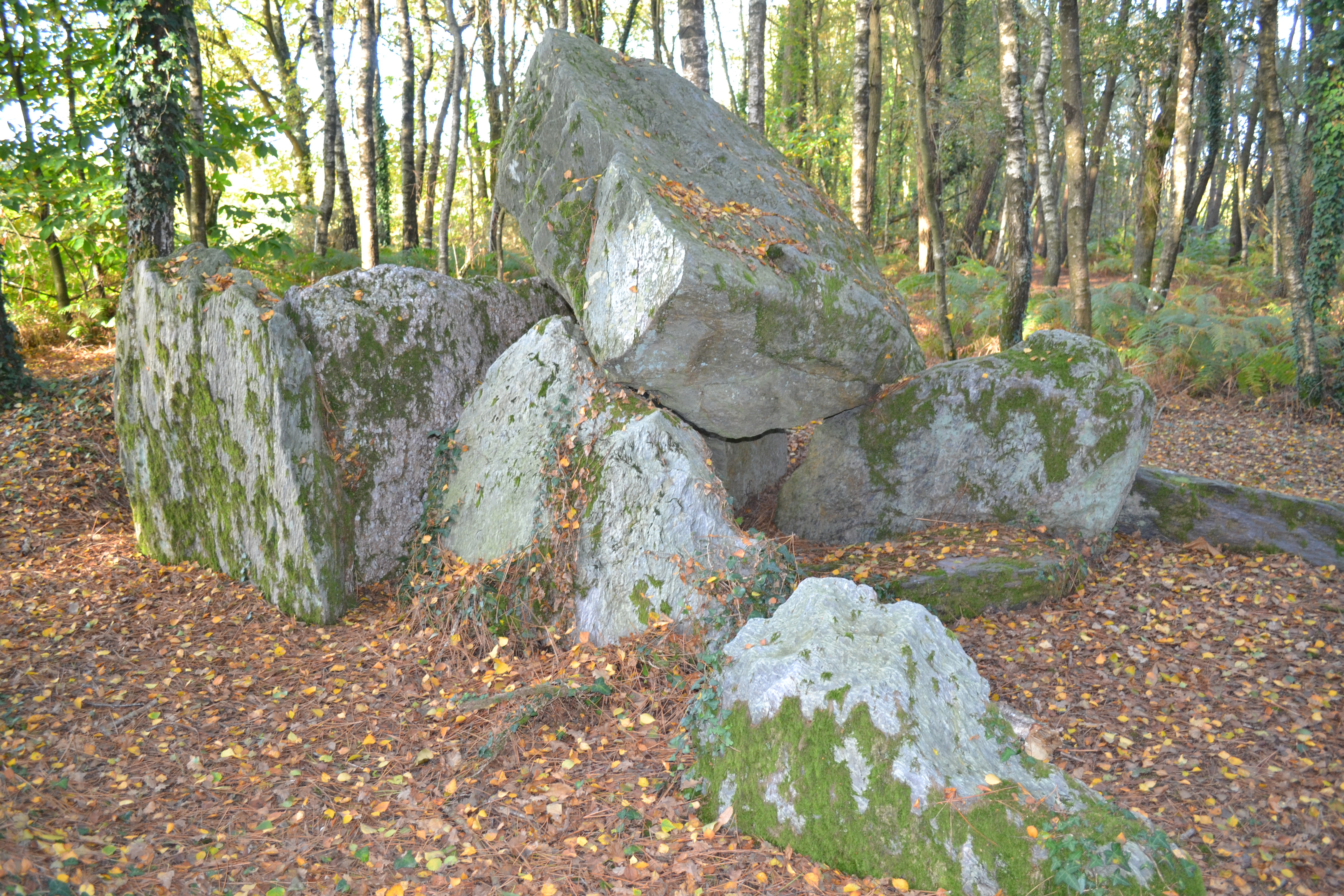